# Merremia vitifolia
Merremia vitifolia là một loài thực vật có hoa trong họ Bìm bìm. Loài này được (Burm. f.) Hallier f. mô tả khoa học đầu tiên năm 1893.

## Hình ảnh

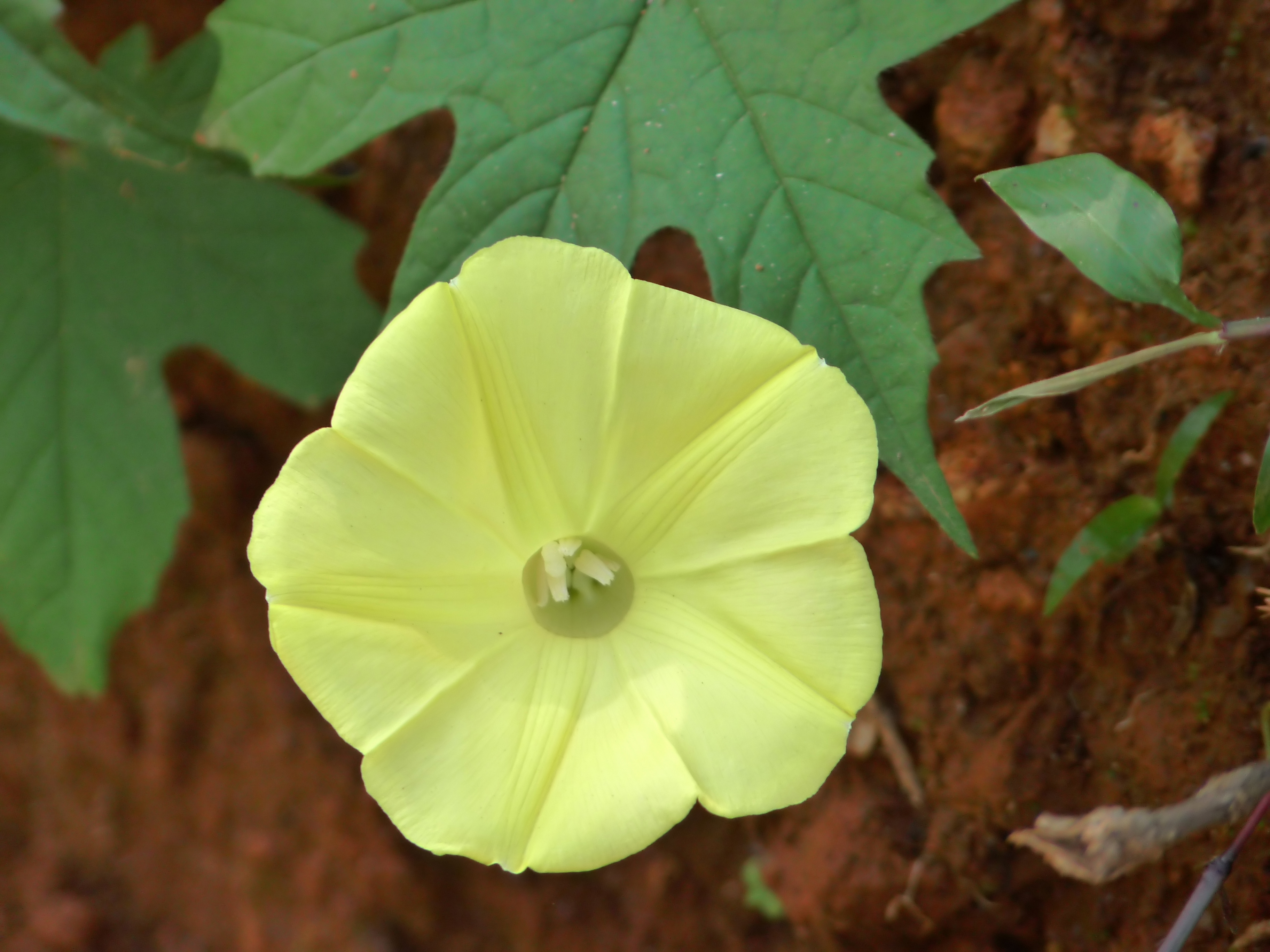
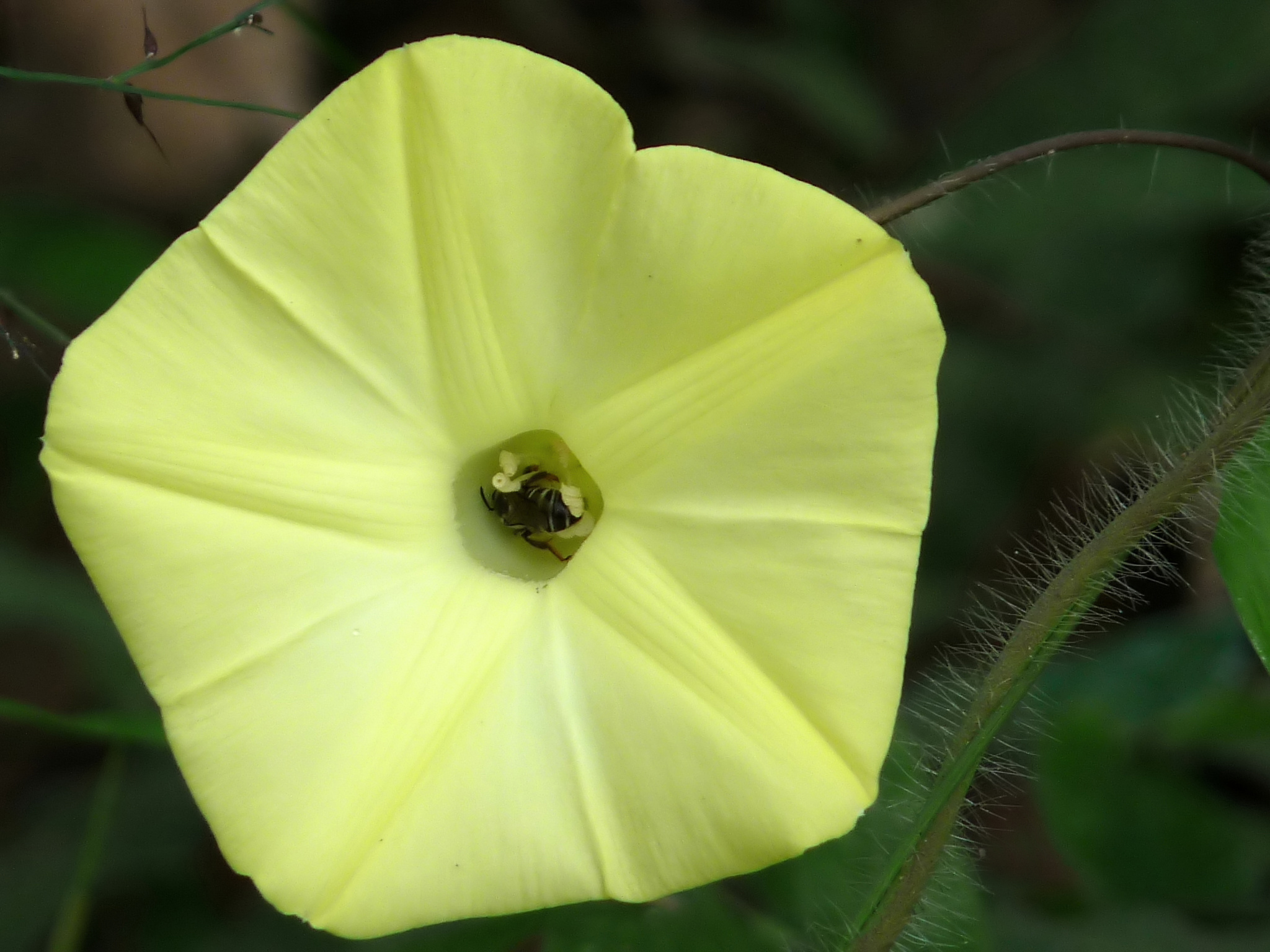
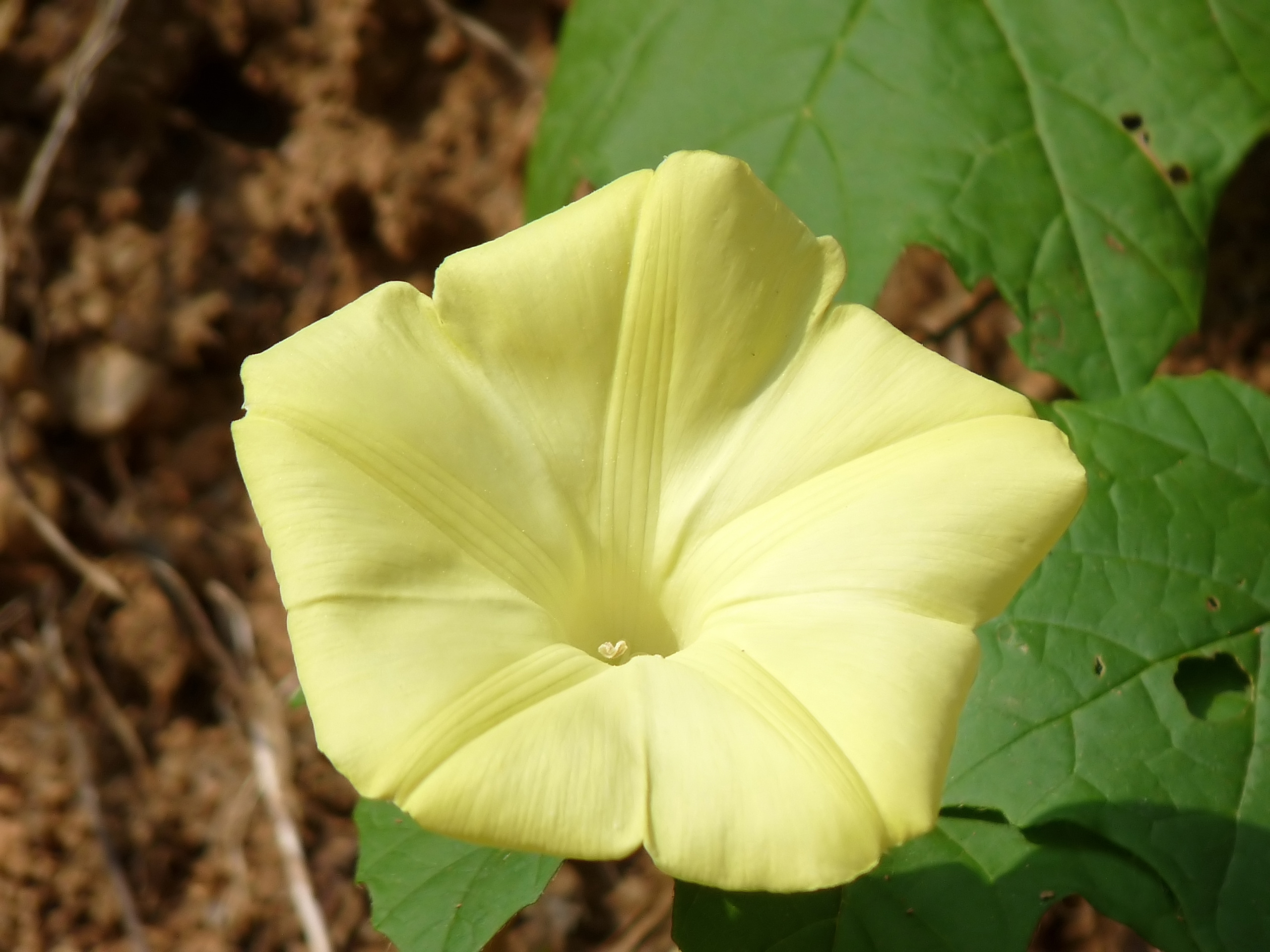
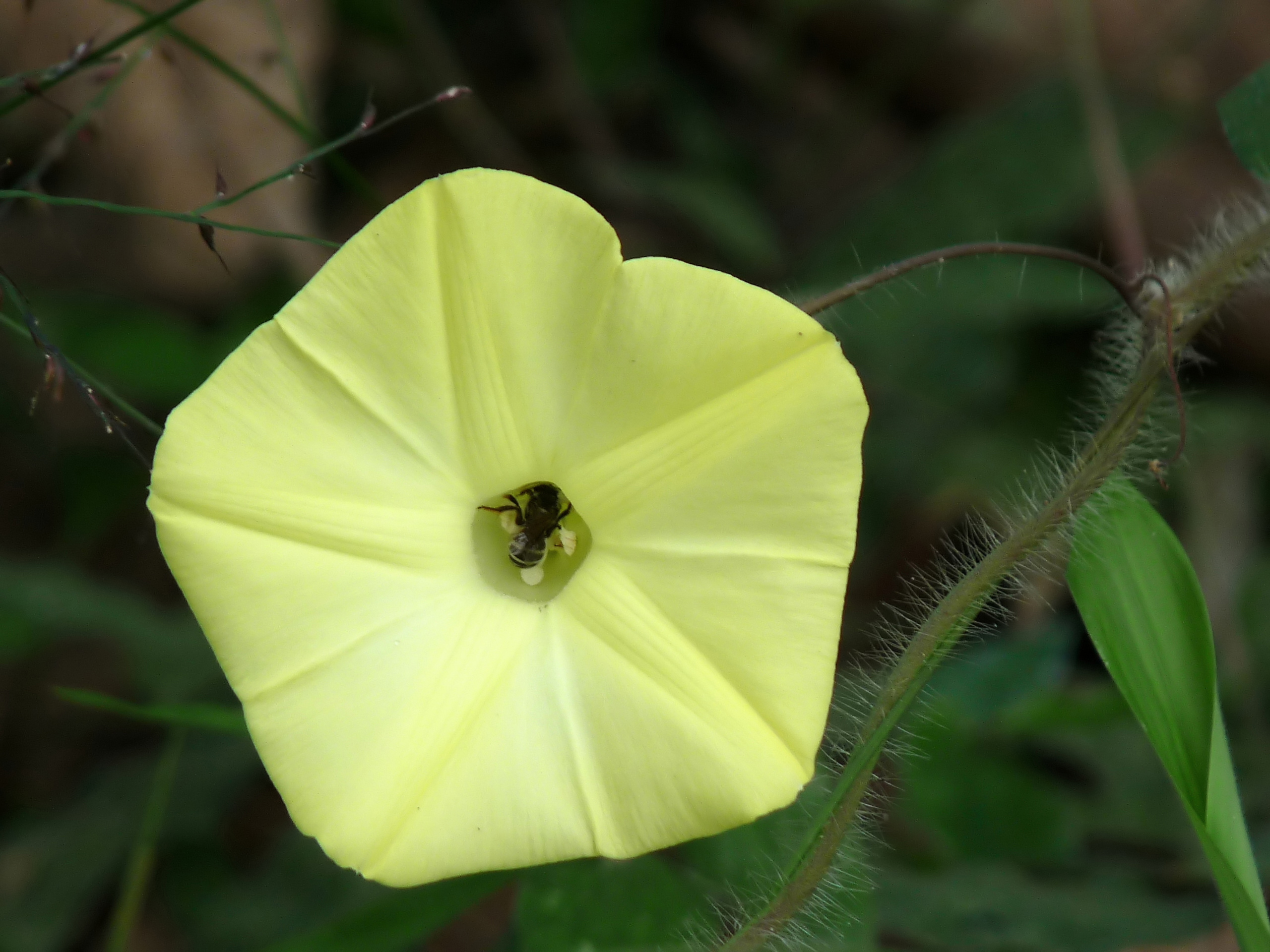